# PS-Explore
Das Computerprogramm PS-Explore ist ein ursprünglich an explorativen Verfahren der Datenanalyse ausgerichtetes Statistikprogrammsystem. Die erste Version wurde 1984 unter MS-DOS angeboten. Seit 1995 wird PS-Explore für Microsoft Windows weiterentwickelt und gepflegt.
PS-Explore umfasst alle Bereiche der statistischen Datenanalyse, angefangen bei deskriptiven und explorativen Verfahren bis hin zu den Verfahren aus dem Bereich der multivariaten Statistik. Hinzu kommen verschiedene Verfahren zur Kreuztabellierung und Erstellung von Tabellen mit statistischen Kennwerten.
Im Gegensatz zu klassischen Statistiksystemen wie SPSS, SAS, BMDP und P-STAT, die schon in den 1960er und 1970er Jahren auf Großrechnersystemen entwickelt wurden, ist PS-Explore ein natives Mikrocomputerprogramm. Statt stapelorientierter Programmphilosophie steht bei PS-Explore die für den Einsatz im dialogorientierten Umfeld entwickelte Anwendung im Vordergrund. Hohe Interaktivität bei der Datenanalyse ermöglicht es, selbst große Datenbestände gezielt filtern, durchleuchten und bis ins Detail analysieren zu können. Hierbei kommt dem Programmsystem seine ursprüngliche Ausrichtung an Verfahren der explorativen Datenanalyse zugute.
Neben der Interaktivität weist PS-Explore eine stringente Einbindung von grafischen Darstellungsmöglichkeiten und ein integriertes Berichtswesen auf, das es dem Anwender erlaubt, ausgeführte Berechnungen unmittelbar in einen kompletten Gesamtbericht auf Basis eines eigenen Textsystems, Microsoft Word, PDF oder anderer Formate einzustellen.
Daneben bietet das System eine umfangreiche eigene Makrosprache zur Automatisierung größerer Analyseabläufe. Ebenso verfügt das System über eine eigene Datenbankkomponente, die es erlaubt, Erfassungsmasken für verschiedenste Anwendungen zu definieren und diese im Mehrplatzbetrieb zu nutzen.